# Gustavo Arcos
Gustavo Arcos (ur. 19 grudnia 1926 w Caibarién, zm. 8 sierpnia 2006), kubański dysydent, twórca i przewodniczący Kubańskiego Komitetu Obrony Praw Człowieka – CCPDH (Comité Cubano Pro Derechos Humanos).
Należał do 165-osobowego oddziału pod dowództwem Fidela Castro, który 26 lipca 1953 zaatakował koszary Moncada. Atak zakończył się niepowodzeniem, w jego wyniku większość zamachowców straciła życie, a sam Arcos został ciężko raniony (w wyniku postrzału będzie kuleć do końca życia) i aresztowany. Po zwolnieniu z więzienia udał się na emigrację.
W latach 50. działał w wielu krajach Ameryki (w tym w USA), organizując pomoc finansową dla kubańskiego ruchu oporu. W 1959, gdy zwycięstwo rewolucji stało się faktem, Arcos zaczął współpracować z nową władzą. W latach 1960–1964 był ambasadorem Kuby w Brukseli. 
Po odwołaniu z funkcji i powrocie z Europy Arcos zaczął otwarcie krytykować politykę Castro i umacnianie związków z ZSRR. W latach 1966–1969 przebywał w więzieniu, skazany za zdradę. W następnej dekadzie (1978) założył Kubański Komitet Praw Człowieka. Kolejny wyrok (za próbę nielegalnego opuszczenia wyspy) odbywał w latach 1982–1988.
Zmarł w wieku 79 lat, w wyniku powikłań po zapaleniu płuc, w okresie gdy tymczasowo władzę na Kubie – w zastępstwie przebywającego w szpitalu brata – sprawował Raúl Castro.
Jego dokonania i postawa zostały opisane przez G. Carbrerę Infante w zbiorze esejów pt. Mea Kuba w rozdziale zatytułowanym „Żywoty bohatera”.